# Canoagem nos Jogos Olímpicos de Verão de 2020 - C-1 200 m feminino
A competição do C-1 200 metros feminino da canoagem nos Jogos Olímpicos de Verão de 2020 ocorreu nos dias 4 e 5 de agosto de 2021 no Sea Forest Waterway, em Tóquio. Um total de 32 canoístas de 22 Comitês Olímpicos Nacionais (CON) participaram do evento.
Foi a estreia do evento, substituindo o C-1 200 m masculino, após aprovação do Comitê Olímpico Internacional visando a igualdade de gênero.

## Qualificação
Cada CON poderia qualificar apenas um barco (e, portanto, conseguir uma vaga na canoa feminina) no evento; todavia, CONs poderiam inscrever até dois barcos no evento se tivessem vagas suficientes na canoa de outros eventos (o C-2). Um total de 12 vagas de qualificação estavam disponíveis, inicialmente alocadas conforme o seguinte:
- 1 vaga para o país-sede Japão, se não tivesse conseguido nenhuma vaga para a canoa feminina;
- 5 vagas concedidas através do Campeonato Mundial de Canoagem de Velocidade de 2019;
- 5 vagas concedidas através de torneios continentais, sendo 1 por continente;
- 1 vaga concedida através da segunda etapa da Copa do Mundo de Canoagem de Velocidade de 2021.

As vagas de qualificação foram concedidas ao CON, não a canoísta que conquistou a vaga.
A vaga da Oceania foi realocada para o Campeonato Mundial, indo para China. Como o torneio continental das Américas foi cancelado, a vaga também foi alocada para o Campeonato Mundial, porém ficou com a Bulgária, pois não havia atletas suficientes das Américas.
Como o Japão qualificou um barco para o evento do C-2 feminino, sua vaga de país-sede também foi realocada para o Campeonato Mundial. Com isso, houve um total de oito vagas entregues pelo Campeonato Mundial.

## Formato
A canoagem de velocidade utiliza um formato de quatro fases para eventos com pelo menos 11 barcos, com eliminatórias, quartas de final, semifinais e finais. Os detalhes para cada fase dependem de quantos barcos estejam inscritos para a competição.
O percurso é um trajeto de águas planas com 9 metros de largura. O nome do evento descreve o formato particular da canoagem de velocidade. O formato "C" significa uma canoa, na qual o canoísta fica ajoelhado e utiliza um único remo para remar e dirigir (em oposição ao caiaque, em que o canoísta fica sentado, utiliza dois remos e tem um leme operado pelo pé). O "1" é o número de canoístas em cada barco. Os "200 metros" são a distância da prova.

## Calendário
Horário local (UTC+9)
| Dia         | Horário | Fase             |
| ----------- | ------- | ---------------- |
| 4 de agosto | 10:05   | Eliminatórias    |
| 4 de agosto | 12:30   | Quartas de final |
| 5 de agosto | 9:45    | Semifinal        |
| 5 de agosto | 11:50   | Final            |

## Medalhistas
| Ouro   | USA Nevin Harrison            |
| Prata  | CAN Laurence Vincent Lapointe |
| Bronze | UKR Liudmyla Luzan            |

## Resultados

### Eliminatórias
O evento começou com as eliminatórias em 4 de agosto de 2021. Os dois primeiros barcos em cada bateria avançam diretamente para as semifinais e os restantes para as quartas de final.

#### Eliminatória 1
| Pos. | Raia | Canoísta         | CON             | Tempo  | Notas  |
| ---- | ---- | ---------------- | --------------- | ------ | ------ |
| 1    | 3    | Liudmyla Luzan   | UKR Ucrânia     | 45.571 | OB, SF |
| 2    | 6    | Lin Wenjun       | CHN China       | 46.449 | SF     |
| 3    | 2    | Antía Jácome     | ESP Espanha     | 46.691 | QF     |
| 4    | 5    | María Mailliard  | CHI Chile       | 47.557 | QF     |
| 5    | 4    | Irina Andreeva   | ROC             | 48.192 | QF     |
| 6    | 1    | Nilufar Zokirova | UZB Uzbequistão | 49.686 |        |
| 7    | 7    | Manaka Kubota    | JPN Japão       | 50.608 |        |

#### Eliminatória 2
| Pos. | Raia | Canoísta                | CON                | Tempo  | Notas  |
| ---- | ---- | ----------------------- | ------------------ | ------ | ------ |
| 1    | 5    | Nevin Harrison          | USA Estados Unidos | 44.938 | OB, SF |
| 2    | 3    | Katherin Nuevo          | CUB Cuba           | 46.533 | SF     |
| 3    | 1    | Virág Balla             | HUN Hungria        | 46.852 | QF     |
| 4    | 4    | Anastasiia Chetverikova | UKR Ucrânia        | 47.472 | QF     |
| 5    | 7    | Bernadette Wallace      | AUS Austrália      | 48.209 | QF     |
| 6    | 2    | Margarita Torlopova     | KAZ Cazaquistão    | 49.721 | QF     |
| 7    | 6    | Maria Olărașu           | MDA Moldávia       | 50.607 | QF     |

#### Eliminatória 3
| Pos. | Raia | Canoísta               | CON              | Tempo  | Notas |
| ---- | ---- | ---------------------- | ---------------- | ------ | ----- |
| 1    | 3    | Katie Vincent          | CAN Canadá       | 46.391 | SF    |
| 2    | 5    | Yarisleidis Cirilo     | CUB Cuba         | 47.267 | SF    |
| 3    | 1    | Ayomide Emmanuel Bello | NGR Nigéria      | 47.539 | QF    |
| 4    | 4    | Katie Reid             | GBR Grã-Bretanha | 47.876 | QF    |
| 5    | 6    | Orasa Thiangkathok     | THA Tailândia    | 48.262 | QF    |
| 6    | 2    | Josephine Bulmer       | AUS Austrália    | 53.354 | QF    |

#### Eliminatória 4
| Pos. | Raia | Canoísta                  | CON              | Tempo  | Notas |
| ---- | ---- | ------------------------- | ---------------- | ------ | ----- |
| 1    | 2    | Laurence Vincent Lapointe | CAN Canadá       | 45.408 | SF    |
| 2    | 5    | Olesia Romasenko          | ROC              | 46.126 | SF    |
| 3    | 4    | Alena Nazdrova            | BLR Bielorrússia | 46.731 | QF    |
| 4    | 3    | Lisa Jahn                 | GER Alemanha     | 47.439 | QF    |
| 5    | 1    | Dilnoza Rakhmatova        | UZB Uzbequistão  | 47.716 | QF    |
| 6    | 6    | Teruko Kiriake            | JPN Japão        | 50.326 | QF    |

#### Eliminatória 5
| Pos. | Raia | Canoísta            | CON          | Tempo  | Notas |
| ---- | ---- | ------------------- | ------------ | ------ | ----- |
| 1    | 5    | Dorota Borowska     | POL Polônia  | 47.655 | SF    |
| 2    | 6    | Kincső Takács       | HUN Hungria  | 47.977 | SF    |
| 3    | 1    | Daniela Cociu       | MDA Moldávia | 48.338 | QF    |
| 4    | 3    | Staniliya Stamenova | BUL Bulgária | 48.477 | QF    |
| 5    | 2    | Sophie Koch         | GER Alemanha | 48.601 | QF    |
| 6    | 4    | Vanesa Tot          | CRO Croácia  | 49.280 | QF    |

### Quartas de final
Nas quartas de final, realizadas em 4 de agosto de 2021, os dois primeiros barcos em cada bateria avançam para as semifinais e os restantes foram eliminados.

#### Quartas de final 1
| Pos. | Raia | Canoísta                | CON             | Tempo  | Notas |
| ---- | ---- | ----------------------- | --------------- | ------ | ----- |
| 1    | 6    | Antía Jácome            | ESP Espanha     | 45.668 | SF    |
| 2    | 3    | María Mailliard         | CHI Chile       | 46.122 | SF    |
| 3    | 4    | Anastasiia Chetverikova | UKR Ucrânia     | 46.509 |       |
| 4    | 7    | Bernadette Wallace      | AUS Austrália   | 48.330 |       |
| 5    | 2    | Orasa Thiangkathok      | THA Tailândia   | 48.559 |       |
| 6    | 8    | Nilufar Zokirova        | UZB Uzbequistão | 48.995 |       |
| 7    | 9    | Maria Olărașu           | MDA Moldávia    | 49.002 |       |
| 8    | 1    | Teruko Kiriake          | JPN Japão       | 49.413 |       |

#### Quartas de final 2
| Pos. | Raia | Canoísta            | CON              | Tempo  | Notas |
| ---- | ---- | ------------------- | ---------------- | ------ | ----- |
| 1    | 5    | Virág Balla         | HUN Hungria      | 46.218 | SF    |
| 2    | 6    | Irina Andreeva      | ROC              | 46.637 | SF    |
| 3    | 2    | Dilnoza Rakhmatova  | UZB Uzbequistão  | 46.645 |       |
| 4    | 3    | Katie Reid          | GBR Grã-Bretanha | 47.821 |       |
| 5    | 1    | Vanesa Tot          | CRO Croácia      | 48.375 |       |
| 6    | 4    | Daniela Cociu       | MDA Moldávia     | 48.594 |       |
| 7    | 6    | Margarita Torlopova | KAZ Cazaquistão  | 49.051 |       |

#### Quartas de final 3
| Pos. | Raia | Canoísta               | CON              | Tempo  | Notas |
| ---- | ---- | ---------------------- | ---------------- | ------ | ----- |
| 1    | 4    | Alena Nazdrova         | BLR Bielorrússia | 46.950 | SF    |
| 2    | 6    | Lisa Jahn              | GER Alemanha     | 47.049 | SF    |
| 3    | 5    | Ayomide Emmanuel Bello | NGR Nigéria      | 47.326 |       |
| 4    | 2    | Sophie Koch            | GER Alemanha     | 48.891 |       |
| 5    | 3    | Staniliya Stamenova    | BUL Bulgária     | 48.939 |       |
| 6    | 1    | Manaka Kubota          | JPN Japão        | 49.769 |       |
| 7    | 7    | Josephine Bulmer       | AUS Austrália    | 51.474 |       |

### Semifinais
Nas semifinais, realizadas em 5 de agosto de 2021, os quatro primeiros barcos em cada bateria avançam para a final A e os restantes para a final B.

#### Semifinal 1
| Pos. | Raia | Canoísta         | CON          | Tempo  | Notas |
| ---- | ---- | ---------------- | ------------ | ------ | ----- |
| 1    | 5    | Liudmyla Luzan   | UKR Ucrânia  | 47.339 | FA    |
| 2    | 2    | Olesia Romasenko | ROC          | 47.368 | FA    |
| 3    | 4    | Katie Vincent    | CAN Canadá   | 47.604 | FA    |
| 4    | 3    | Dorota Borowska  | POL Polônia  | 47.703 | FA    |
| 5    | 1    | María Mailliard  | CHI Chile    | 48.198 | FB    |
| 6    | 7    | Virág Balla      | HUN Hungria  | 48.257 | FB    |
| 7    | 8    | Lisa Jahn        | GER Alemanha | 49.136 | FB    |
| 8    | 6    | Katherin Nuevo   | CUB Cuba     | 49.242 | FB    |

#### Semifinal 2
| Pos. | Raia | Canoísta                  | CON                | Tempo  | Notas |
| ---- | ---- | ------------------------- | ------------------ | ------ | ----- |
| 1    | 4    | Nevin Harrison            | USA Estados Unidos | 46.697 | FA    |
| 2    | 3    | Lin Wenjun                | CHN China          | 47.161 | FA    |
| 3    | 5    | Laurence Vincent Lapointe | CAN Canadá         | 47.294 | FA    |
| 4    | 7    | Antía Jácome              | ESP Espanha        | 47.414 | FA    |
| 5    | 1    | Alena Nazdrova            | BLR Bielorrússia   | 48.120 | FB    |
| 6    | 6    | Yarisleidis Cirilo        | CUB Cuba           | 48.375 | FB    |
| 7    | 8    | Irina Andreeva            | ROC                | 49.147 | FB    |
| 8    | 2    | Kincső Takács             | HUN Hungria        | 49.178 | FB    |

### Finais
Nas finais, realizadas em 5 de agosto de 2021, os barcos participantes da final A disputaram as medalhas e os da final B para ficar entre a 9ª e a 16ª colocação.

#### Final A
| Pos.              | Raia | Canoísta                  | CON                | Tempo  | Notas |
| ----------------- | ---- | ------------------------- | ------------------ | ------ | ----- |
| Medalha de ouro   | 4    | Nevin Harrison            | USA Estados Unidos | 45.932 |       |
| Medalha de prata  | 2    | Laurence Vincent Lapointe | CAN Canadá         | 46.786 |       |
| Medalha de bronze | 5    | Liudmyla Luzan            | UKR Ucrânia        | 47.034 |       |
| 4                 | 1    | Dorota Borowska           | POL Polônia        | 47.116 |       |
| 5                 | 8    | Antía Jácome              | ESP Espanha        | 47.226 |       |
| 6                 | 6    | Lin Wenjun                | CHN China          | 47.608 |       |
| 7                 | 3    | Olesia Romasenko          | ROC                | 47.777 |       |
| 8                 | 7    | Katie Vincent             | CAN Canadá         | 47.834 |       |

#### Final B
| Pos. | Raia | Canoísta           | CON              | Tempo  | Notas |
| ---- | ---- | ------------------ | ---------------- | ------ | ----- |
| 9    | 3    | Virág Balla        | HUN Hungria      | 47.560 |       |
| 10   | 5    | María Mailliard    | CHI Chile        | 47.610 |       |
| 11   | 4    | Alena Nazdrova     | BLR Bielorrússia | 48.085 |       |
| 12   | 6    | Yarisleidis Cirilo | CUB Cuba         | 48.582 |       |
| 13   | 7    | Lisa Jahn          | GER Alemanha     | 48.798 |       |
| 14   | 8    | Kincső Takács      | HUN Hungria      | 48.921 |       |
| 15   | 2    | Irina Andreeva     | ROC              | 48.930 |       |
| 16   | 1    | Katherin Nuevo     | CUB Cuba         | 49.024 |       |

Legenda
| Recorde mundial      | Recorde mundial (World record)               |                       | Recorde africano                      | Recorde africano (African) |                                           | Q | Classificado por posição (Qualified) |
| Recorde olímpico     | Recorde olímpico (Olympic record)            | Recorde da América    | Recorde da América (Americas)         | q                          | Classificado por melhor tempo (Qualified) |   |                                      |
| Melhor marca do ano  | Melhor marca do ano (World leading)          | Recorde asiático      | Recorde asiático (Asian)              | DNS                        | Não largou (Did not start)                |   |                                      |
| Recorde nacional     | Recorde nacional (National record)           | Recorde europeu       | Recorde europeu (European)            | DNF                        | Não terminou (Did not finish)             |   |                                      |
| Recorde pessoal      | Recorde pessoal do atleta (Personal best)    | Recorde da Oceania    | Recorde da Oceania (Oceania)          | DSQ / DQ                   | Desclassificado (Disqualified)            |   |                                      |
| Recorde da temporada | Recorde da temporada do atleta (Season best) | Recorde sul-americano | Recorde sul-americano (South America) | NM                         | Sem marca (No mark)                       |   |                                      |